# Ecnomiohyla salvaje
Ecnomiohyla salvaje é uma espécie de anfíbio da família Hylidae.
Pode ser encontrada nos seguintes países: Guatemala e Honduras.
Os seus habitats naturais são: regiões subtropicais ou tropicais húmidas de alta altitude e florestas secundárias altamente degradadas.
Está ameaçada por perda de habitat.